# جین دونگشیانگ
جین دونگشیانگ (انگلیسی: Jin Dongxiang؛ زادهٔ ۳۰ مهٔ ۱۹۵۷) تیرانداز زن اهل چین بود. وی در بازی‌های المپیک تابستانی ۱۹۸۴ حضور داشته‌است.